# Mihai Costea
Mihai Alexandru Costea (Drăgășani, 29 maggio 1988) è un calciatore rumeno, attaccante svincolato.

## Palmarès

### Club

#### Competizioni nazionali
- Campionato rumeno: 3

Steaua Bucarest: 2012-2013, 2013-2014, 2014-2015
- Supercoppa di Romania: 1

Steaua Bucarest: 2013
- Coppa di Lega rumena: 1

Steaua Bucarest: 2014-2015
- Coppa di Romania: 1

Steaua Bucarest: 2014-2015